# مارثيلينو مينينديث أي بيلايو
مارثيلينو مينينديث أي بيلايو (بالإسبانية: Marcelino Menéndez Pelayo)‏ كاتب وباحث وسياسي إسباني، وُلد في سانتاندير في إسبانيا في 3 نوفمبر 1856. وكرس بيلايو حياته لدراسة تاريخ الأفكار والنقد وتاريخ الأدب الإسباني وأمريكا اللاتينية وفقه اللغة الإسباني بوجه عام، وذلك على الرغم من كونه محبا للشعر والترجمة والفلسفة. وهو أخو الكاتب إنريكي مينينديث بيلايو. كان عضوا في الأكاديمية الملكية الإسبانية عام 1880. وتوفي في سانتاندير في 19 مايو 1912.

## روابط خارجية
- مارثيلينو مينينديث أي بيلايو على موقع الموسوعة البريطانية (الإنجليزية)